# Bagua Zui
Bagua Zui (chinesisch 八卦厜) ist ein Vorsprung aus blankem Fels an der Ingrid-Christensen-Küste des ostantarktischen Prinzessin-Elisabeth-Lands. Er ragt an der Nordküste der Halbinsel Broknes in den Larsemann Hills auf.
Chinesische Wissenschaftler benannten ihn 1993 im Zuge von Luftaufnahmen und Kartierungsarbeiten. Der weitere Benennungshintergrund ist nicht überliefert.